# Grude (kommun)
Kommunen Grude (kroatiska: Općina Grude, kyrillisk skrift: Општина Груде) är en kommun i kantonen Västra Hercegovina i sydvästra Bosnien och Hercegovina. Kommunen hade 17 308 invånare vid folkräkningen år 2013, på en yta av 218,56 km².
Av kommunens befolkning är 99,47 % kroater, 0,06 % serber, 0,02 % bosniaker och 0,02 % albaner (2013).